# Tattoo You
A Tattoo You a tizenhatodik albuma a The Rolling Stones együttesnek 1981-ből. Javarészt korábban rögzített dalokat tartalmaz de ez nem érződik rajta. A lemez felülmúlta az előző Emotional rescue album kudarcát, turnéztak vele. A Start me up minden idők egyik legjobb Jagger Richards szerzemény lett de a little t&a a tops vagy a hang fire is sikeres kislemez lett.